# Торе дел Мангано (Павија)
Торе дел Мангано је насеље у Италији у округу Павија, региону Ломбардија.
Према процени из 2011. у насељу је живело 3255 становника. Насеље се налази на надморској висини од 88 м.